# کوناروو
کوناروو (به صربی: Konarevo) یک منطقهٔ مسکونی در صربستان است که در کرالیفو واقع شده‌است.